# Drakenburg
Drakenburg es un municipio situado en el distrito de Nienburg-Weser, en el estado federado de Baja Sajonia (Alemania). Su población estimada en 2019 era de 1760 habitantes.
Se encuentra ubicado a poca distancia al noreste de la frontera con el estado de Renania del Norte-Westfalia.